# Raisa Strutjkova
Raisa Stepanovna Strutjkova, ryska Раиса Степановна Стручкова, född 5 oktober 1925 i Moskva, Sovjetunionen, död 2 maj 2005 i Moskva, var en rysk ballerina och koreograf. Hon var prima ballerina vid Bolsjojbaletten och skolade framstående ballerinor som Jekaterina Maksimova, Nino Ananiasjvili och Anastasija Gorjatjeva.
Strutjkova studerade för Jelizaveta Gerdt i Moskva. Gerdt, som även undervisade Alla Sjelest och Maja Plisetskaja, formade Strutjkova till en klassisk ballerina. Strutjkova blev inom kort känd för sin behagfullhet och elegans. I samband med sin examen 1944 anslöt hon sig till Bolsjojbaletten.
Strutjkova fick sitt genombrott i slutet av 1940-talet i Zacharovs Askungen och Vainonens Bronsryttaren. Hon lade därefter de stora klassiska baletterna till sin repertoar, bland andra Giselle och Pjotr Tjajkovskijs Törnrosa och Svansjön, men hon behärskade även moderna balettroller.
Hon förknippas ofta med Aleksandr Lapauri, som var hennes danspartner och make. Tillsammans utförde de en rad dramatiska stycken, som inte sällan krävde viss akrobatik. 
Strutjkova förärades 1959 med hederstiteln Folkets artist (ryska народный артист). Hon drog sig tillbaka från balettscenen 1967, men hon fortsatte då sitt engagemang genom att undervisa och uppmuntra unga ballerinor. 1978 utnämndes hon till professor i koreografi. Hon handledde unga adepter ända fram till sin död 2005.